# Camissonia
Camissonia, Rod jednogodišnjeg raslinja i trajnica iz porodice vrbolikovki (Onagraceae). Pripada mu blizu 20 vrsta rasprostranjenih po zapadu Sjeverne Amerike, i zapadne i južne Južne Amerike.

## Vrste
1. Camissonia bairdii S.L.Welsh
2. Camissonia benitensis P.H.Raven
3. Camissonia bolanderi N.D.Atwood & S.L.Welsh
4. Camissonia breviflora (Torr. & A.Gray) P.H.Raven
5. Camissonia campestris (Greene) P.H.Raven
6. Camissonia contorta (Douglas ex Lehm.) Kearney
7. Camissonia dentata (Cav.) Reiche
8. Camissonia dominguez-escalantorum N.D.Atwood, L.C.Higgins & S.L.Welsh
9. Camissonia integrifolia P.H.Raven
10. Camissonia kernensis (Munz) P.H.Raven
11. Camissonia lacustris P.H.Raven
12. Camissonia ovata (Nutt.) P.H.Raven
13. Camissonia parvula (Nutt.) P.H.Raven
14. Camissonia pubens (S.Watson) P.H.Raven
15. Camissonia pusilla P.H.Raven
16. Camissonia sierrae P.H.Raven
17. Camissonia strigulosa (Fisch. & C.A.Mey.) P.H.Raven
18. Camissonia subacaulis (Pursh) P.H.Raven
19. Camissonia tanacetifolia (Torr. & A.Gray) P.H.Raven